# Стукіт у двері (фільм, 1989)
Стукіт у двері (рос. Стук в дверь) — радянський художній фільм 1989 року, знятий на кіностудії «Мосфільм».

## Сюжет
1949 рік. Баулін, директор школи в маленькому молдавському містечку, викликаний вночі в райком партії. Йому доручено очолити групу, яка проводить в районі акцію по виселенню так званих посібників фашистів. Показано лише добу з життя головного героя. Він ходить по хатах, бачить занесених в «чорні списки» людей, розуміє, що вони ніяк не могли бути зрадниками. В одному з будинків Баулін зустрічає людину, з якою воював у партизанському загоні.

## У ролях
- Юрій Кузнецов — Баулін, директор школи
- Лаймонас Норейка — Гололобов (озвучив Володимир Ферапонтов)
- Михайло Волонтір — Ваня Ведмідь
- Олександр Фатюшин — капітан Ткач
- Карім Мірхадієв — епізод
- Віктор Чутак — голова
- Іон Аракелу — активіст
- Ігор Донський — Вердиш, ветеринар
- Васіле Тебирце — Михайло Скурту
- Олена Пую — епізод
- Антон Сіверс — лейтенант
- Марія Сагайдак — Марія, дружина Медведя
- Надія Бутирцева — Бауліна
- Федір Смирнов — епізод
- Віктор Золотарьов — полковник
- Арсен Міхай — епізод
- Олексій Мишаков — епізод
- Ека Піпія — епізод
- Василь Пую — епізод
- Євген Салоп — епізод
- Юрій Потьомкін — епізод

## Знімальна група
- Режисер — Климент Чімідов
- Сценарист — Йосип Герасимов
- Оператор — Олег Мартинов
- Композитор — Євген Дога
- Художник — Микола Маркін